# Jonas Hassen Khemiri

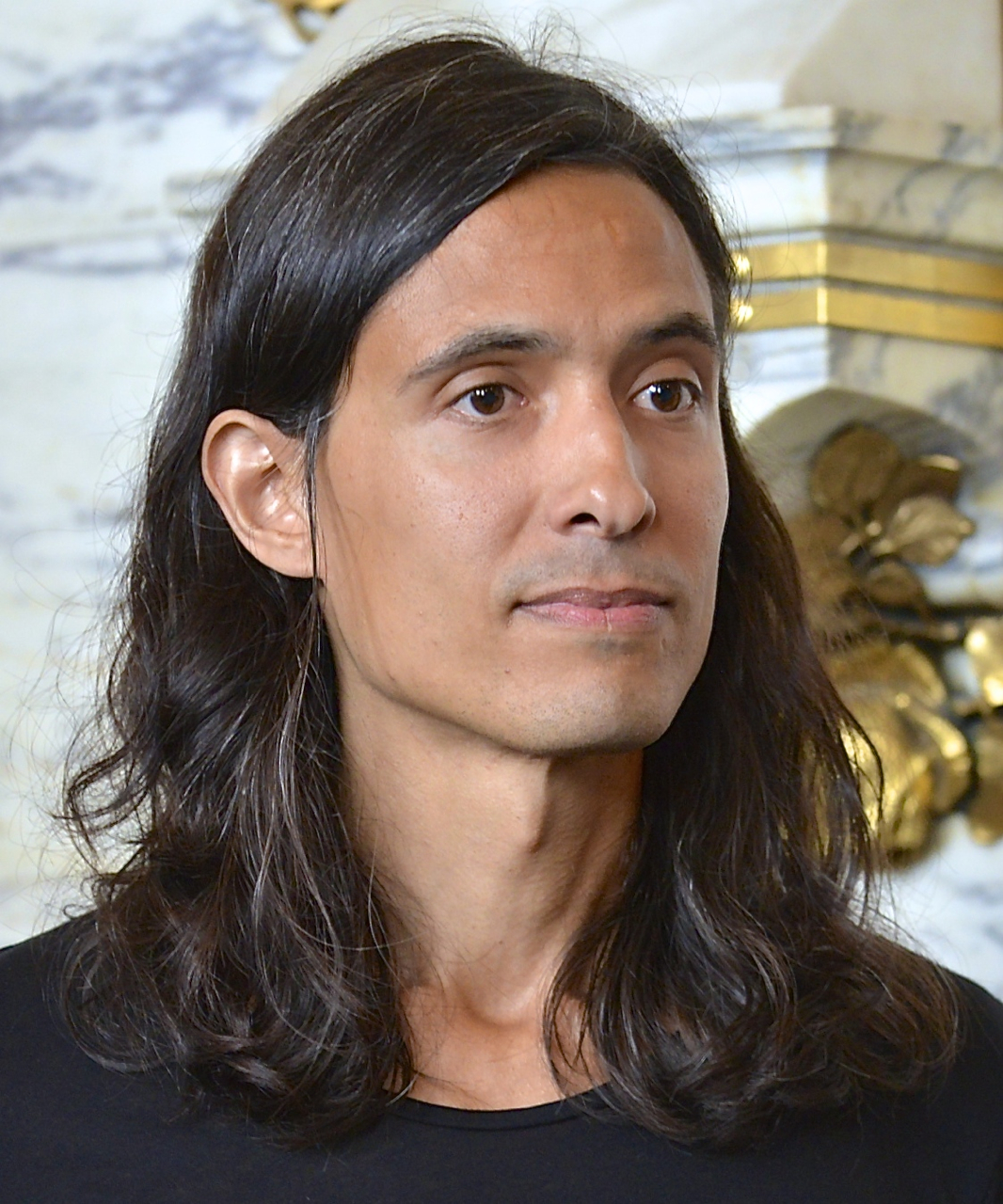
Jonas Hassen Khemiri (2014)

Jonas Hassen Per Younes Khemiri (* 27. Dezember 1978 in Stockholm) ist ein schwedischer Schriftsteller.

## Leben
Khemiri hat eine schwedische Mutter und einen tunesischen Vater. Sein jüngerer Bruder Hamadi Khemiri ist Schauspieler. Khemiri studierte Literaturwissenschaft und internationale Wirtschaft in Stockholm und Paris.
Sein Debüt als Schriftsteller feierte er 2003 mit dem Roman Ett öga rött (Das Kamel ohne Höcker). Das Buch wurde in mehrere Sprachen übersetzt, für das Theater adaptiert und 2007 verfilmt unter der Regie von Daniel Wallentin. Im Stockholms stadsteater wurde Khemiris Debütstück Invasion! von März 2006 bis Ende Januar 2008 unter Regie von Farnaz Arbabi gespielt. 2008 wurde Fem gånger Gud im „Regionteatern“ in Växjö uraufgeführt.
2006 wurde er mit seinem Roman Montecore – en unik tiger in der Kategorie Belletristik für den August-Preis nominiert. 2008 gewann er den Romanpreis des Schwedischen Radios mit der Novelle Montecore.
Von April 2011 bis Dezember 2012 wurde sein Theaterstück Vi som är hundra (Wir sind Hundert) erstmals in Deutschland im Hamburger Thalia Theater aufgeführt.

## Preise und Auszeichnungen
- 2004 Borås tidnings debutantpris für Ett öga rött
- 2006 Per-Olov-Enquist-Preis
- 2006 Tidningen Vi:s litteraturpris
- 2007 Romanpreis des Schwedischen Radios für Montecore
- 2007 Stipendium ur Gerard Bonniers donationsfond
- 2011 Det svenska Ibsensällskapets Ibsenpris
- 2013 Aniara-Preis
- 2015 August-Preis (in der Kategorie Belletristik) für Allt jag inte minns
- 2015 BMF-Plakette für Allt jag inte minns
- 2019 Signe Ekblad-Eldhs Preis
- 2021 Prix Médicis étranger für La Clause paternelle

## Werke (Auswahl)
- Ett öga rött. Stockholm: Norstedts. 2003
  - Das Kamel ohne Höcker. Roman. Übersetzung Susanne Dahmann. Piper, München 2006
- Montecore: en unik tiger. Stockholm: Norstedts. 2006
  - Montecore, ein Tiger auf zwei Beinen. Roman. Übersetzung Susanne Dahmann. Piper, München 2007
- Invasion! pjäser noveller texter. Stockholm: Norstedts. 2008
  - Invasion! Drama. Übersetzung Jana Hallberg. Rowohlt E-Book, Reinbek 2017, ISBN 978-3-644-90402-6
- Så som du hade berättat det för mig (ungefär) om vi hade lärt känna varandra innan du dog. Zürich: JRP Ringier. 2010
- Jag ringer mina bröder. Stockholm: Albert Bonniers Förlag, 2012
- Allt jag inte minns. Stockholm: Albert Bonniers Förlag, 2015
  - Alles, was ich nicht erinnere. Roman. Übersetzung Susanne Dahmann. DVA, München 2017
- Pappaklausulen. Stockholm: Albert Bonniers Förlag, 2018
  - Die Vaterklausel. Roman. Übersetzung Ursel Allenstein. Rowohlt, Hamburg 2020, ISBN 978-3-498-03583-9
- Systrarna. Roman. Stockholm: Albert Bonniers Förlag, 2023
  - Die Schwestern. Roman. Übersetzung Ursel Allenstein. Rowohlt, Hamburg 2025, ISBN 978-3-498-00497-2